# 比洛斯基爾卡
49°27′39″N 25°44′35″E / 49.46083°N 25.74306°E
比洛斯基爾卡（烏克蘭語：Білоскірка），是烏克蘭的村落，位於該國西部捷爾諾波爾州，由捷爾諾波爾區負責管轄，面積0.84平方公里，海拔高度315米，2001年人口371，人口密度每平方公里440.6人。